# Nicolae Onică
Nicolae Onică, né le 24 juin 1993, est un haltérophile roumain.

## Palmarès

### Championnats d'Europe
- 2018 à Bucarest
  -  Médaille d'or en moins de 94 kg.